# Аллен, Джон Кирби
Джон Кирби Аллен (англ. John Kirby Allen, 1810 — 15 августа 1838) — основатель города Хьюстон (штат Техас, США) вместе со своим братом Августом Алленом.

## Биография

### Детство и молодость
Родился в 1810 году в маленьком городке Оррвилле, близ города Сиракьюс. Джон начал работать ещё в детстве. В возрасте семи лет он устроился на работу в одну из гостиниц города, через три года стал работать продавцом в магазине. В шестнадцать лет стал портным в магазине шляп. Позже Джон продал свою долю в бизнесе магазина шляп, и вместе с братом стали работать в компании Canfield, позже купили акции этой компании.

### Переезд в Техас
Летом 1832 года братья Аллены ушли из фирмы «Canfield» и переехали в Техас, где начали проживать в городе Галвестон, а позже в Сан-Огастине. В 1833 году они присоединились к группе спекулянтов земельных участков в городке Накодочес и стали участвовать в различных предприятиях, включая приобретения и продажи свидетельств на земельные участки. Когда началась война за независимость Техаса (1835 год), братья не стали записываться в армию, но снабжали материалами корабль «Брут» для защиты водных территорий. Увеличивающиеся возражения на действия братьев, как на гражданские лица, которые не были членами вооружённых сил Техаса, и слухи о каперстве вынудили их продать судно «Брут» в январе 1836 года. «Брут» стал вторым судном в молодом флоте Техаса.
В январе 1836 года начали обдумывать покупку земли около городка Гаррисберг. Размышляя о покупке, они считали, что это перспективная земля: благоустроенная территория, есть источник воды — река Буффало-Байю. 26 августа 1836 года братья купили 6 600 акров вдоль реки, эту дату принято считать датой основания Хьюстона. По предложению жены Августа, Шарлотты Аллен основанный город назвали в честь героя того времени, главнокомандующего армией Техаса во время Техасской революции — Сэма Хьюстона.
В 1837 году для путешественников в Техасе было трудно найти помещение или еду. Братья открыли из собственный дом, пригодный для проживания, для тех, кто как раз нуждался в жилье. Бухгалтер Уильям Баркер, работавший с ними, считал, что доход мог составить более 3 000 $ в год. Братья же считали, что гостеприимство принесёт большое количество возвращающихся людей, что сказалось бы на развитии нового города.
15 августа 1838 году Джон Аллен умер в Хьюстоне от лихорадки. Похоронен на кладбище «Founders».

## Память

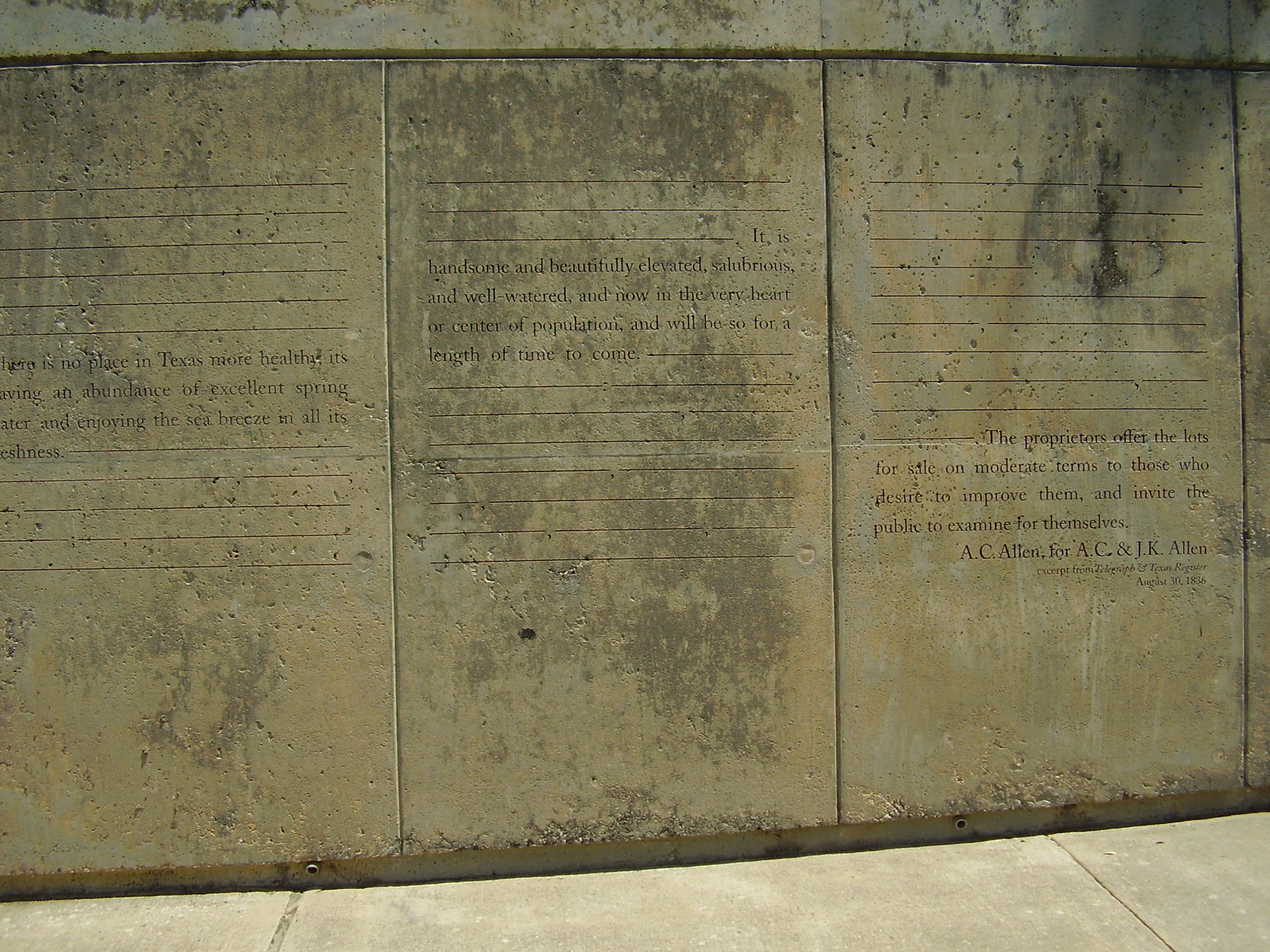
Надпись в центре города Хьюстона, ознаменовывающий фонд Хьюстона братьев Алленов — выдержка из Регистра Телеграфа и Техаса, датированна 30 августа 1836 года

- Автомобильная трасса Allen Parkway[англ.] в Хьюстоне
- Район Allen's Landing[англ.] в Хьюстоне